# إمبيرور كونوي
إمبيرور كونوي هو سياسي ياباني، ولد في 16 يونيو 1139، وتوفي في 22 أغسطس 1155. انتخب إمبراطور اليابان (5 يناير 1142 – 22 أغسطس 1155).